# Las Colonias
Las Colonias es una localidad del estado mexicano de Michoacán. Es parte del municipio de Jiménez. Fue fundada el 3 de abril de 1921.

## Demografía
| Gráfica de evolución demográfica |
|                                  |

| Censo | Población |
| ----- | --------- |
| 1921  | 176       |
| 1930  | 315       |
| 1940  | 325       |
| 1950  | 478       |
| 1960  | 614       |
| 1970  | 682       |
| 1980  | 787       |
| 1990  | 1189      |
| 2000  | 1021      |
| 2010  | 938       |
| 2020  | 1103      |